# Hoenzadriel
Hoenzadriel (51° 45′ N, 5° 20′ L) é uma vila dos Países Baixos, na província de Guéldria. Hoenzadriel pertence ao município de Maasdriel, e está situada a 6 km, a norte de 's-Hertogenbosch.
A área de Hoenzadriel, que também inclui as partes periféricas da cidade, bem como a zona rural circundante, tem uma população estimada em 160 habitantes.